# Valira
Râul Valira este un râu spaniol din Andorra și din Catalonia.